# 格尔利茨
格尔利茨（德語：Görlitz，發音：[ˈɡœʁlɪts] ⓘ，發音：[ˈzhɔʁʲɛlts] ⓘ，發音：[zɡɔˈʐɛlɛt͡s] ⓘ，茲戈熱萊茨）是德国萨克森州格尔利茨县的城市，也是格尔利茨县的县治；位于尼斯河畔，面积67.52平方千米，2023年12月31日人口为56,694人，是萨克森州第六大城市、上卢萨蒂亚地区最大城市、卢萨蒂亚地区仅次于科特布斯的第二大城市、德属西里西亞最大城市以及德国最东端的城市。
历史上，格尔利茨曾先后由德意志人、波兰人、捷克（波希米亚）人和匈牙利人统治。1815年维也纳会议后，格尔利茨被划分给普鲁士，成为下西里西亚的一部分。1815年—1918年，格尔利茨隶属于普魯士王國西里西亚省，后又隶属于普魯士自由邦下西里西亚省。第二次世界大战后，该市位于尼斯河以东的部分被分割给波兰，即今天的波兰城市茲戈熱萊茨。

## 友好城市
格尔利茨与以下城市结为友好城市：
- 法國 亞眠
- 義大利 莫爾費塔
- 捷克 新伊钦
- 德国 威斯巴登
- 波蘭 茲戈熱萊茨